# تعبئة بالإفراغ
التعبئة بالإفراغ هي طريقة تعبئة تزيل الهواء من العبوة قبل غلقها.وتتم هذه الطريقة (يدويًا أو باستخدام ألات) حيث توضع العناصر في غشاء بلاستيكي، ويسحب الهواء من الداخل وتغلق العبوة. يستخدم غشاء قابل للإنكماش في بعض الأحيان للحصول على إغلاق محكم للمحتويات. عادة ما يكون القصد من التعبئة بالإفراغ هو إزالة الأكسجين من الحاوية لإطالة مدة صلاحية الأطعمة، أو توفير أشكال عبوات مرنة، لتقليل حجم المحتويات والعبوات.
تقلل التعبئة بالإفراغ من الأكسجين الجوي، وتحد من نمو البكتيريا الهوائية أو الفطريات، وتمنع تبخر المكونات المتطايرة. كما تُستخدم عادة لتخزين الأطعمة الجافة لفترة طويلة من الزمن، مثل الحبوب والمكسرات واللحوم المصنعة والجبن والأسماك المدخنة والقهوة ورقائق البطاطس. على المدى القصير، يمكن أيضًا استخدام التعبئة بالإفراغ لتخزين الأطعمة الطازجة، مثل الخضار واللحوم والسوائل، لأنها تمنع نمو البكتيريا.
التعبئة بالإفراغ تقلل إلى حد كبير من حجم المواد غير الغذائية. على سبيل المثال، يمكن تخزين الملابس والفراش في أكياس يتم إخلاؤها باستخدام مكنسة كهربائية منزلية أو مانع تسرب مخصص. تُستخدم هذه التقنية أحيانًا لضغط النفايات المنزلية، في حال كانت هناء ضرائب على القمامة وتحسب بعدد العبوات.
منتجات التعبئة بالإفراغ المتاحة للإستخدام تشمل، الأكياس البلاستيكية، أو العبوات، أو الزجاجات، أو البرطمانات المنزلية.
بالنسبة للمواد الغذائية الحساسة التي قد تتكسر بواسطة عملية التعبئة بالإفراغ (مثل رقائق البطاطس)، هناك بديل لاستبدال الغاز الداخلي بالنيتروجين، الذي له نفس تأثير تثبيط التحلل بسبب إزالة الأكسجين.

## تعبئة بإفراغ الهواء

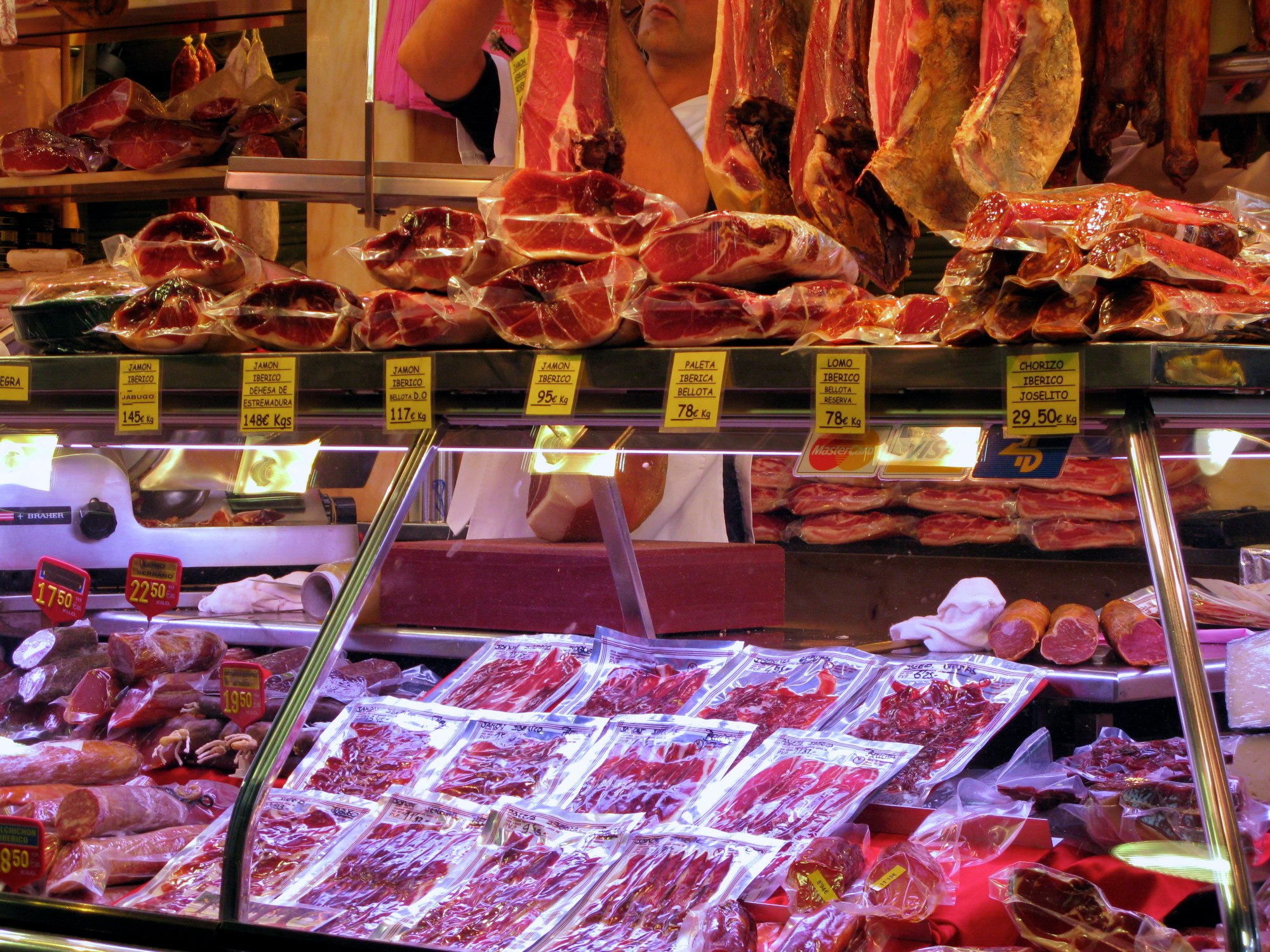
لحوم مغلفة بالإفراغ في متجر
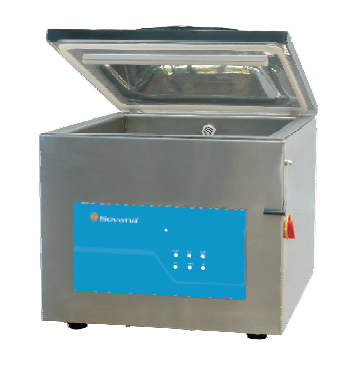
ألة تغليف بالإفراغ توضع على الطاولة
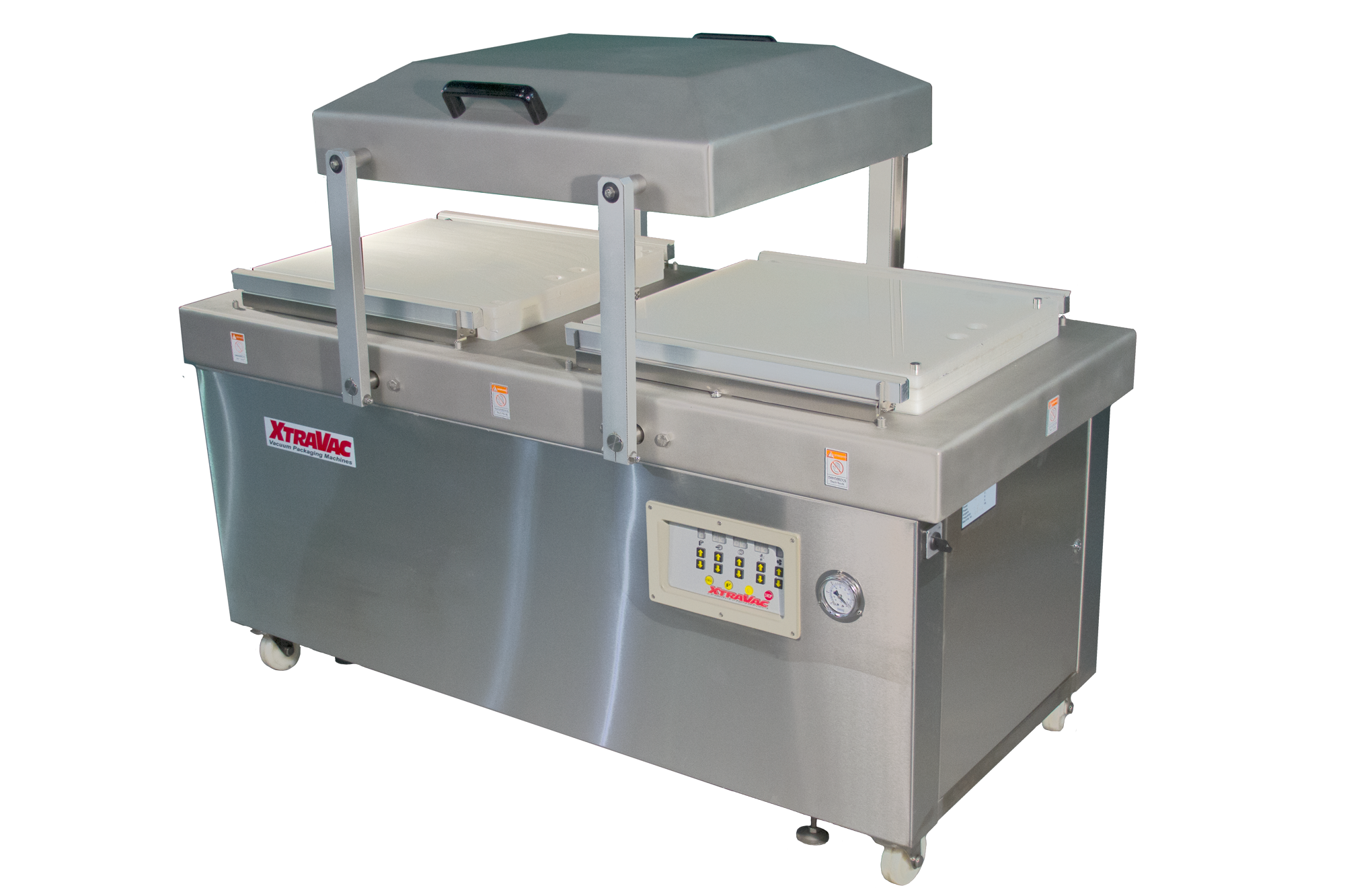
آلة تغليف بالتفريغ مزدوجة الغرف
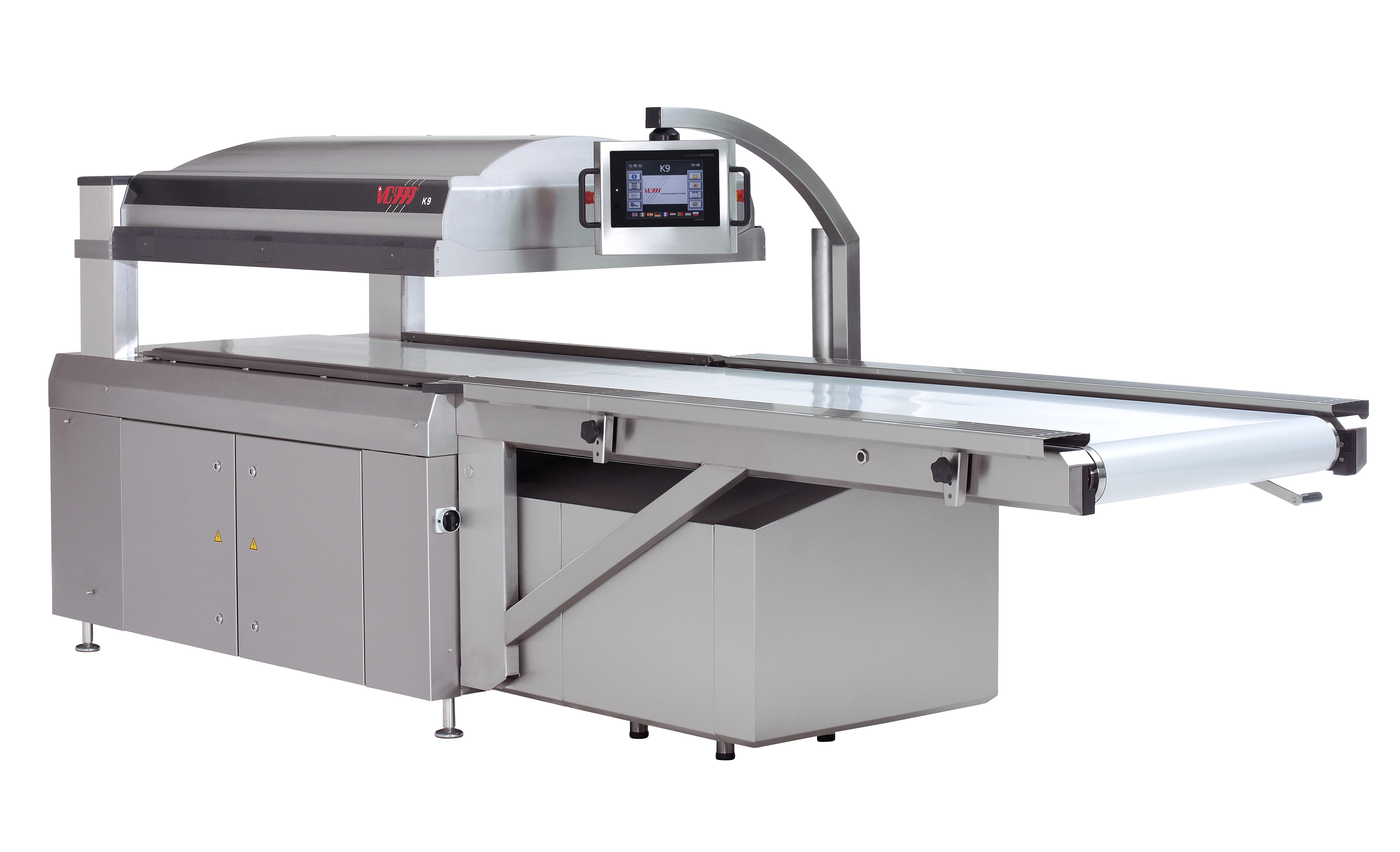
آلة تغليف بالتفريغ أتوماتيكية، تزيد سرعة التغليف وتتسع للمنتجات الكبيرة.